# Explorer 19
Explorer 19 – amerykański satelita programu Explorer, drugi (po Explorerze 9) z serii ADE – nadmuchiwanych balonów do badania gęstości atmosfery.
Wyniesienie Explorera 19 jeszcze w czasie działania poprzedniego satelity, umożliwiło zbieranie danych o atmosferze jednocześnie z dwóch różnych obszarów.

## Budowa i działanie
Balon Explorer 19 wykorzystywał opór aerodynamiczny stawiany przez symetryczną powierzchnię statku do badania atmosfery. Statek składał się z dwóch półkul cienkiej folii aluminiowej połączonych mylarową taśmą. Złożony i pusty balon – umieszczony w rakiecie – miał kształt walca o wymiarach 21,6 na 48,3 cm. Po wystrzeleniu nadmuchany był azotem z butli i odrzucony od ostatniego członu rakiety mechaniczną sprężyną. W środku umieszczono również akumulator ładowany przez ogniwo słoneczne, znajdujące się na powierzchni balonu. Powierzchnię równomiernie pokrywały kropki białej farby (o średnicy 5,1 cm), które miały zapewniać stabilizację temperatury satelity. W balonie znajdował się również nadajnik radiowy na częstotliwości 136,62 MHz, o mocy 15 mW, umożliwiający śledzenie satelity. Antenę nadajnika stanowił sam balon. Niestety, jego moc była za mała do odbioru na Ziemi. NASA musiała użyć naziemnej sieci kamer Bakera-Nunna do optycznego śledzenia satelity.